# Percival Schuttenbach
Percival Schuttenbach nebo Percival je polská folk metalová hudební skupina z města Lubin založená v roce 1999. Název Percival Schuttenbach odkazuje k postavě gnóma ze zaklínačské ságy Andrzeje Sapkowského. Skupinu založili Mikołaj Rybacki a jeho sestra Kornelie, záhy se k nim připojila i Katarzyna Bromirska. (Kornelie posléze skupinu opustila a Mikolaj a Katarzyna se stali hlavními členy.)
Skupina se do širšího povědomí dostala především díky písni Lazare, která bylo použita v RPG videohře Zaklínač 3: Divoký hon – na soundtracku ke hře se podíleli více než jednou skladbou.
Aktuálně skupina funguje ve třech projektech:
- Percival Schuttenbach – rockově-metalová hudba inspirovaná slovanským folklórem a kulturou;
- Percival – historicko–folková slovanská hudba;
- Wild Hunt Live Show – koncertní show s klipy ze Zaklínače 3: Divokého honu společně s tancem a akrobacií skupiny Avatar.[3]

## Hudba
Kapela hraje tradiční evropské písně, většinou slovanské, a vlastní skladby odkazující k raně středověkému období, jako je éra Vikingů a pohanské Evropy. Kromě moderních nástrojů (akustická a elektrická kytara, basová kytara, bicí, akustické a elektrické violoncello) používají hudebníci také tradiční, lidové a etnické nástroje: saz, byzantskou lyru, bicí, flétny, davul, bodhrán, gusle, mandolínu, harmoniku a další.
V roce 2005 založili folkovou odnož skupiny Percival, která směřuje k historické rekonstrukci živé hudby, kultury a předkřesťanským Slovanům. V repertoáru jsou písně z různých slovanských oblastí i vlastní skladby kapely inspirované historií, raně středověkým obdobím a lidovou kulturou. Od roku 2012 vydávají řadu alb Sláva – písně jižních, východních a západních Slovanů. Drtivá většina textů je zpívána v jejich původních jazycích.
Percival často představuje svou hudbu během historických událostí v Polsku (např. na největším vikingském a slovanském festivalu v Polsku na ostrově Wolin), ale i v zahraničí (v Německu, Francii, České republice, Litvě, na Slovensku, v Belgii, na ostrově Man a ve Skandinávii).
V roce 2010 zahájili spolupráci s hudebním producentem Donatanem. Projekt Equinox neboli Równonoc (Rovnodennost) kombinoval tradiční slovanský folklór s hip-hopem. Navzdory úspěchu své vztahy ukončili v roce 2013 kvůli finančnímu sporu.
V letech 2013–2014 se podíleli na tvorbě soundtracku ke hře The Witcher 3: Wild Hunt. Mezi jejich písně, které se ve hře objevily, patří Lazare, Saga, Oj Dido, Słyszę, Tridam a Sargon. Spolupracovali ale i na instrumentálních skladbách. Podle Marcina Przybyłowicze byla spolupráce na soundtracku s Percivalem náročná. Przybyłowicz předpokládal, že skupina má hudební vzdělání, brzy ale zjistil, že ho má jen Katarzyna Bromirska. Většina hudby tak dle Przybyłowicze byla improvizovaná.
V roce 2015 byla jedna z jejich písní přidána do e-knihy Bouřková sezóna Andrzeje Sapkowského.
V roce 2020 vzhledem k situaci související s pandemií koronaviru SARS-CoV-2 rozšířili své online aktivity. Začalo vysílání počítačových her na Twitchi a týdenní série Q&A (v polštině i v angličtině). Kromě toho byly také online koncerty na kanálu skupiny na YouTube. Během těchto koncertů skupina začala představovat některé nové singly z oznámeného alba Sláva IV. Skupina také na YouTube začala hrát covery na přání (na objednávku) – Herr Mannelig, The Prophet's Song (Queen), All I want for Christmas is you (Mariah Carey), Song of Myself (Nightwish) a další.

## Diskografie
Percival Schuttenbach
- Moribuka (Demo, 1999)
- Tutmesz-Tekal (Demo, 2002)
- Reakcja Pogańska (2009)
- Postrzyżyny (EP, 2012)
- Svantevit (2013)
- Mniejsze Zło (2015)
- Strzyga (2016)
- Dzikie Pola (2018)
- Reakcja Pogańska (2019)

Percival
- Eiforr (2007)
- Oj Dido (2008)
- Słowiański mit o stworzeniu świata (2009)
- Slava! Pieśni Słowian Południowych (2012)
- Slavny Tur - Live in Wrocław (2014)
- Slava II - Pieśni Słowian Wschodnich (2014)
- Slava III - Pieśni Słowian Zachodnich (2018)

Percival WILD HUNT LIVE
- Wild Hunt Live (2019, nahrána na festivalu Pyrkon)